# Rudolf Kögel

Rudolf Kögel

Johannes Theodor Rudolf Kögel (* 18. Februar 1829 in Birnbaum; † 2. Juli 1896 in Berlin) war ein deutscher evangelischer Theologe und Kanzelredner. Unter den Kaisern Wilhelm I., Friedrich III. und Wilhelm II. amtierte er als Oberhofprediger am Berliner Dom.

## Herkunft
Seine Eltern waren der Pfarrer von Birnbaum Gottfried Kögel (1796–1871) (ab 1865 Superintendent) und dessen Ehefrau Florentine Bartusch (1809–1852).

## Leben

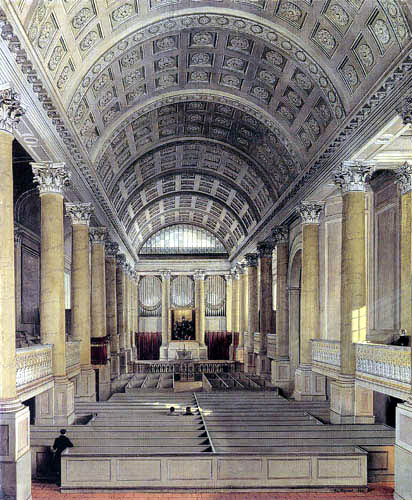
Innenansicht des alten Berliner Doms (Gemälde von Eduard Gaertner von 1824)

Rudolf Kögel studierte von 1847 bis 1852 in Halle und Berlin Theologie und Philologie und begleitete während seiner Studienzeit seinen Lehrer August Tholuck auf einer Reise nach Frankreich und Spanien und Hans Hugo von Kleist-Retzow nach Österreich, der Schweiz und Italien. Von 1852 bis 1854 war er als Religionslehrer am Vitzthumschen Gymnasium in Dresden, dann als Lehrer am Seminar für Stadtschulen in Berlin tätig. 1853 wurde er aufgrund seiner Dissertation Augustins Lehre von Sünde und Gnade in Leipzig zum Dr. phil. promoviert. Von 1854 bis 1857 war er Pfarrer in Nakel bei Bromberg und danach bis 1863 Prediger der deutsch-evangelischen Gemeinde in Den Haag (Holland).
Von hier wurde er von Wilhelm I. als Hof- und Domprediger nach Berlin berufen und zugleich zum Mitglied des Konsistoriums der Mark Brandenburg und zum vortragenden Rat im Kultusministerium ernannt. 1873 erhielt er außerdem das Amt des Schlosspredigers und des Ephorus des Domkandidatenstifts. 1878 wurde er zum Mitglied des altpreußischen Evangelischen Oberkirchenrats (EOK) und 1880 zum Generalsuperintendenten der Kurmark sowie zum Oberhofprediger ernannt. 1884 wurde er Mitglied des Staatsrates.
Kögel hatte schon unter Kultusminister Heinrich von Mühler (bis 1872) großen Einfluss und konnte die Berufung mehrerer Theologieprofessoren „positiver“ Ausrichtung durchsetzen. Während der Amtszeit seines Vorgängers als Oberhofprediger Wilhelm von Hengstenberg (1873–1880) war er die stärkste Persönlichkeit innerhalb des Kollegiums der Hofprediger, zu dem seit 1872 bzw. 1874 auch Wilhelm Baur und Adolf Stoecker gehörten. Er galt als Führer der sogenannten „Hofpredigerpartei“, die dank ihres direkten Zugangs zum Kaiser und seiner Gemahlin Augusta die Kirchenpolitik in Preußen in konservativem Geist prägen konnten. In der Zeit des Kulturkampfes bekämpfte er den liberalen Kultusminister Adalbert Falk und den EOK-Präsidenten Emil Herrmann und erreichte 1878/79 ihren Rücktritt. Mit seinem Schwager Leopold Schultze (1827–1893) gründete er 1875 als Abspaltung von der Evangelischen Vereinigung die „Positive Union“, die bis 1918 die dominierende Kirchenpartei in Preußen war. Er unterstützte das Engagement Adolf Stoeckers zur sozialen Frage, blieb aber distanziert gegenüber dessen parteipolitischen Aktivitäten.

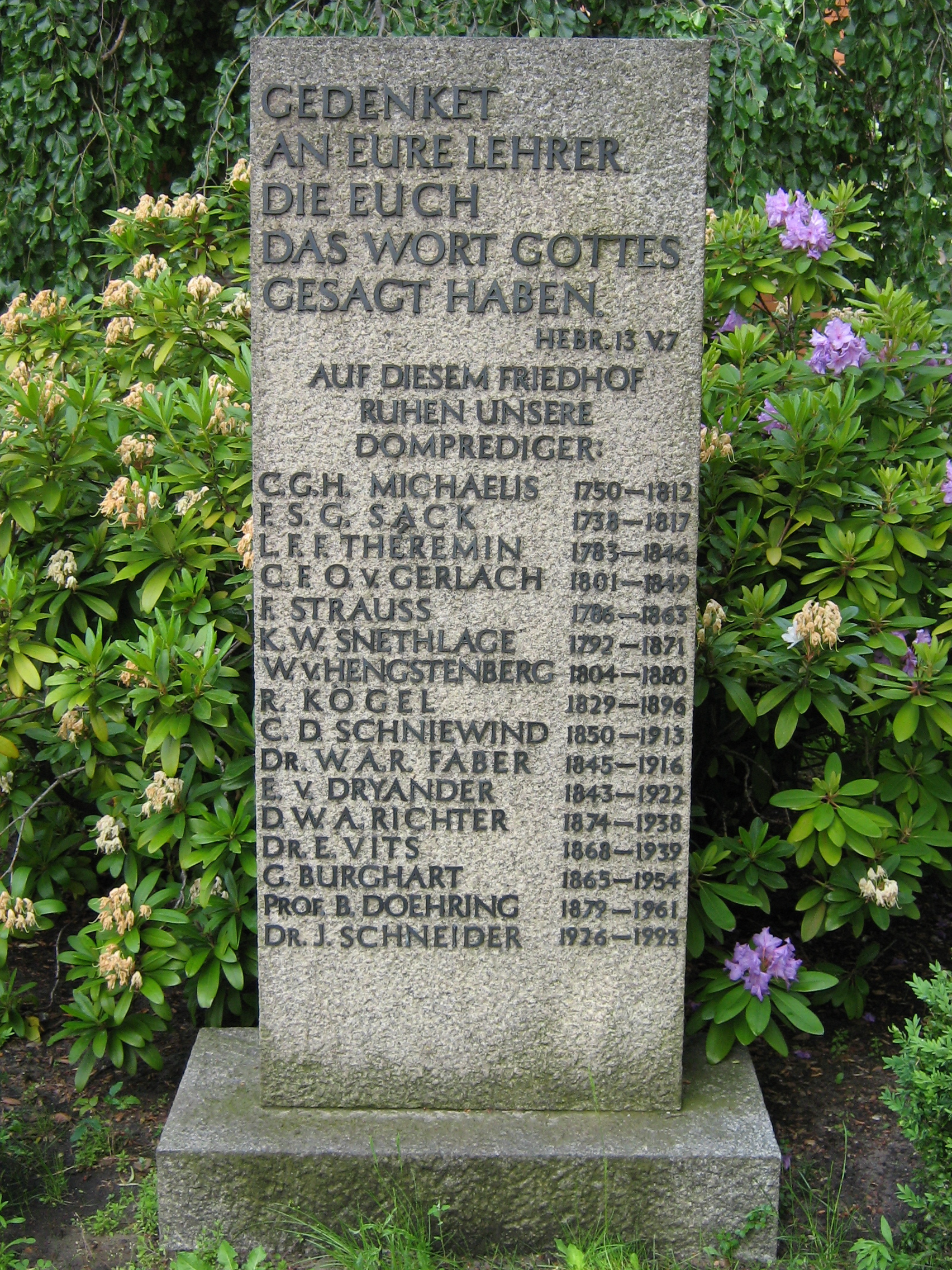
Gedenkstein auf dem Berliner Domfriedhof II

Ab 1890 schwer erkrankt, musste Kögel seine Ämter nach und nach aufgeben. 1890 gab er das Amt des Schlosspredigers und 1892 die Generalsuperintendentur an Ernst Dryander ab, der nach seinem Tod auch Oberhofprediger wurde; im März 1894 schied er aus dem EOK aus. Er wurde auf dem Domfriedhof II an der Müllerstraße in Berlin bestattet.
Kögel wurde als ausgezeichneter Kanzelredner bezeichnet (Der Prediger unter den Fürsten, der Fürst unter den Predigern); viele seiner Predigten erschienen als Sammlungen. Daneben veröffentlichte er auch Gedichte und Kirchenlieder, die zum Teil (z. B. Zions Stille soll sich breiten) in Gesangbücher aufgenommen wurden. Albert Becker vertonte einige seiner Dichtungen (Op. 64). Seit 1880 gab er mit Wilhelm Baur und Emil Frommel das Jahrbuch Neue Christoterpe heraus. 1868 verlieh ihm die Rheinische Friedrich-Wilhelms-Universität Bonn die Ehrendoktorwürde (D. h. c.); 1887 ernannte der Kaiser ihn zum Domherrn in Brandenburg.

## Familie
Kögel heiratete 1855 in Halle Marie Müller (1832–1883) eine Tochter des Theologieprofessors Julius Müller († 1878). Das Paar hatte neun Kinder, darunter:
- Gottfried Kögel (1858–1918), Verwaltungsjurist (er veröffentlichte 1899–1904 eine dreibändige Biographie seines Vaters)
- Linda Kögel (1861–1940), Malerin (sie malte 1895 ein Porträt ihres Vaters)[1]
- Julius Kögel (1871–1928), Professor der Theologie in Kiel
- Anna Kögel (1874–1957), ab 1898 verheiratet mit dem evangelischen Pfarrer Andreas Braem (1873–1955), engagiert in der Bekennenden Kirche[2]

Nach dem Tod seiner ersten Frau heiratete er 1884 Karoline von Bodelschwingh (1845–1902), eine Tochter des Ministers Karl von Bodelschwingh.

## Schriften (Auswahl)
- Der erste Brief Petri in zwanzig Predigten ausgelegt Kunze, Mainz 1863 (2. Aufl. Bremen 1879).
- Lasset euch versöhnen mit Gott! Predigten (2. Aufl., Berlin 1865)
- Die Seligpreisungen der Bergpredigt in acht Predigten ausgelegt. Rauh, Berlin 1869.
- Aus dem Vorhof ins Heiligtum. Ein Jahrgang evangelischer Zeugnisse über alttestamentliche Texte. Zwei Bände. Müller, Bremen 1875 f. (2. Aufl. 1878–80).
- Der Brief Pauli an die Römer in Predigten dargelegt. Ein homiletischer Versuch. Müller, Bremen 1876 (2. Aufl. 1883)
- Die Aufgabe des evangelischen Geistlichen an der sozialen Frage (Bremen 1878[3])
- Das Vaterunser in eilf Predigten ausgelegt (2. Aufl., Bremen 1881)
- Wach’ auf, du Stadt Jerusalem! Zeitpredigten und Reden.  Müller, Bremen 1882.
- Ethisches und Aesthetisches : Vorträge und Betrachtungen. Müller, Bremen 1888.
- Der Brief des Jakobus in fünfundzwanzig Predigten ausgelegt. Müller, Bremen 1889.
- Gedichte (Bremen 1891, ²1900)
- Vaterländische und kirchliche Gedenktage : Reden und Ansprachen. Müller, Bremen 1892.
- Rudolf Kögel. Sein Dichten und Singen. Herausgegeben von den Töchtern Marie Blech geb. Kögel und Linda Kögel. Halle/S. 1925.